# Волноваська вулиця (Київ)
Волнова́ська ву́лиця — вулиця в Солом'янському районі міста Києва, місцевість Відрадний. Пролягає від Козелецької вулиці і Попаснянського провулку до бульвару Вацлава Гавела.
Прилучаються провулок Юрія Матущака і Світлодарська вулиця.

## Історія
Виникла в першій чверті XX століття під назвою (2-га) Костянти́нівська вулиця. 1955 року отримала назву вулиця Радищева, на честь російського письменника Олександра Радищева.
Сучасна назва на честь міста Волноваха — з 2022 року.

## Зображення

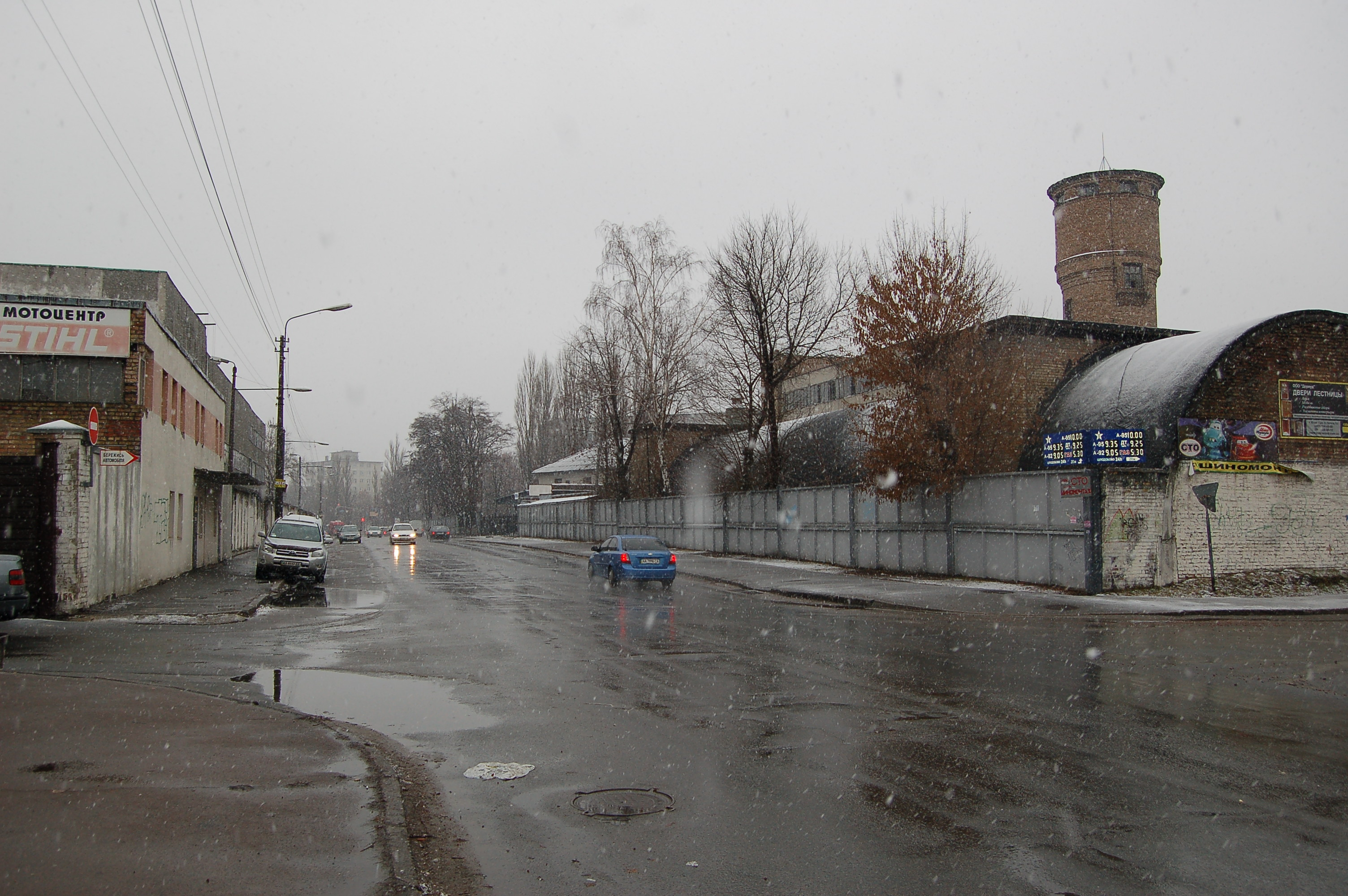
У бік бульвару Вацлава Гавела
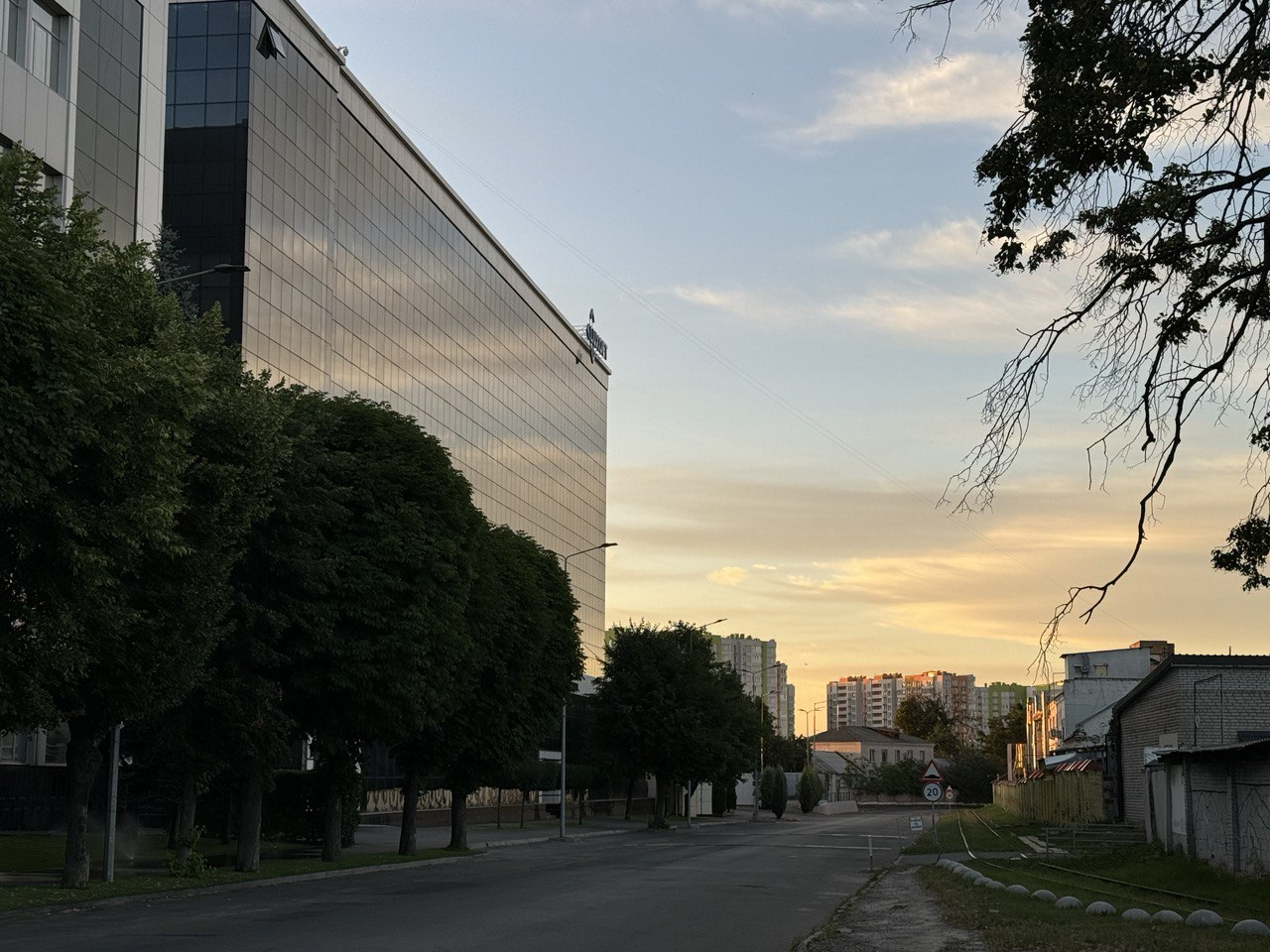
У бік станції метро Берестейська